# Odd Hassel
Odd Hassel (17. května 1897 Kristiania – 11. května 1981 Oslo) byl norský chemik, nositel Nobelovy ceny za chemii za rok 1969. Obdržel ji společně s Derekem Bartonem za výzkumnou činnost a aplikaci teorie chemické vazby. Vystudoval Univerzitu v Oslu, kterou absolvoval roku 1920. Poté působil v Německu, kde získal roku 1924 doktorát na berlínské Humboldtově univerzitě. Vrátil se do Norska, kde na své mateřské univerzitě v Oslu učil v letech 1925 až 1964, profesorem se stal roku 1934. Mezi říjnem 1943 a listopadem 1944 byl vězněn nacisty.